# Жиланды (Абайская область)
Жиланды (каз. Жыланды) — село в Аягозском районе Абайской области Казахстана. Входит в состав городской администрации Аягоза. Код КАТО — 631800400.

## Население
В 1999 году население села составляло 287 человек (143 мужчины и 144 женщины). По данным переписи 2009 года, в селе проживали 222 человека (107 мужчин и 115 женщин).

## Известные жители и уроженцы
- Омаров, Газиз Омарович (1925—2002) — Герой Социалистического Труда, лауреат Государственной премии СССР.